# Багатоженство

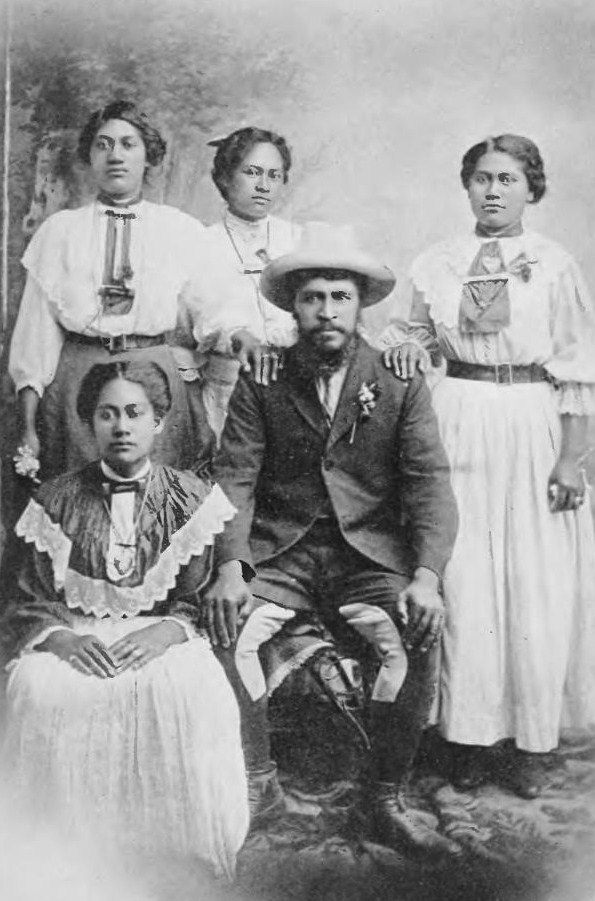
Маорійський пророк Руа Тапунуі Кенана та його дружини. Початок XX століття

Багатоже́нство або полігінія (від грец. πολύς «численний» і γυνή «жінка, жіноча особа») — форма шлюбу, коли чоловік перебуває у шлюбному зв'язку відразу з декількома жінками. Є однією з форм шлюбу, характерних для патріархальних суспільств. Полігінія з'являється вже на ранніх етапах первісного суспільства.

## Види
Соціальні антропологи поділяють багатоженство на сороральне (від лат. soror «сестра») та несороральне. При сороральному багатоженстві всі дружини одного чоловіка є сестрами. Сороральне багатоженство характерне для багатьох народів (особливо в Африці та Південній Америці).
У Стародавній Греції багатоженство дозволялося тільки для поповнення людських втрат у війнах. Після відновлення чисельності людей воно офіційно заборонялося. Геродот відзначив як незвичайний той факт, що цар Спарти мав двох дружин. У Стародавньому Римі багатоженство було заборонено.

## Багатоженство та релігія

### Юдаїзм
Багатоженство в юдаїзмі вважається можливим задля уникненням голоду, вдівства або у разі жіночого безпліддя, а також у левіратному шлюбі, коли брат повинен одружитися та забезпечувати вдову свого брата (Повторення Закону, 25:5-10):
Коли браття сидітимуть ра́зом, і один із них помре, а сина в нього нема, то жінка померлого не вийде за́між назовні за чужого, — ді́вер її при́йде до неї та й ві́зьме її собі за жінку, і подіверу́є її. І буде перворідний, що вона породить, — стане він ім'я́м його брата, що помер, і не буде стерте ім'я́ його з Ізраїля. А якщо той чоловік не схоче взяти своєї братово́ї, то братова́ його ви́йде до брами до старши́х та й скаже: „Ді́вер мій відмовився відновити своєму братові ім'я́ в Ізраїлі, не хотів подіверува́ти мене“. І покличуть його старші його міста, і промовлятимуть до нього, а він устане та й скаже: „Не хочу взяти її“, то піді́йде його братова́ до нього на оча́х старши́х, і зді́йме йому чобота з ноги його, і плюне в обличчя його, і заговорить, і скаже: „Так робиться чоловікові, що не будує дому свого брата“. І буде зване ім'я́ його в Ізраїлі: Дім роззутого.
Коли християнська церква з'явилася на світ, багатоженство все ще мало місце у євреїв. Це правда, що ми не знайдемо жодних посилань на нього в Новому Завіті, а з цього деякі зробили висновок, що воно має бути вийшло з ужитку, та що під час нашого Господа єврейський народ став моногамним. Але такий висновок виглядає невиправданим. Йосип Флавій у двох місцях говорить про багатоженство як про звичаєву інституцію: і Юстин Мученик робить його предметом докору Трифону, оскільки єврейські вчителі дозволяють чоловікові мати кілька дружин. Насправді, коли 212 року нашої ери едикт Каракалли надав римське громадянство великій кількості євреїв, було визнано необхідним терпіти багатоженство серед них, хоч це і було порушенням римського закону, щоб громадянин мав понад одну дружину. 285 року нашої ери Конституція Діоклетіана та Максиміана заборонила багатоженство для всіх підданих імперії без винятку. Але, принаймні на євреїв прийняття цього закону не вчинило жодного ефекту, та 393 року Феодосій видав спеціальний закон, щоб змусити євреїв відмовитися від цього національного звичаю. Але навіть і це їх не змусило пристосуватися.
У XI столітті раббі Гершем запровадив 1000-річну заборону на багатоженство для ашкеназьких євреїв. Запровадження такої заборони в середовищі ашкеназьких євреїв пояснювалося такими причинами:
1. положенням жінок у християнській Європі, де на той час була моногамія;
2. участю багатьох європейських євреїв у торгівлі в мусульманських країнах, де вони заводили нових дружин та кидали старих в Європі.

Сучасний світський Ізраїль, заснований ще за часів чинності цієї 1000-літньої заборони, не дозволяє укладати полігамні шлюби. Але в той же час, ті євреї, які вже стали багатоженцями, можуть отримати ізраїльське громадянство, а їхні шлюбні союзи з другою та наступними дружинами мають юридичну силу.
При цьому в юдаїзмі є такі обмеження на багатоженство:
І жінки з сестрою її не візьмеш на супе́рництво, щоб відкрити наготу її при ній за життя її.— Левит 18:18
А хто ві́зьме жінку й матір її, — гидо́та це, в огні спалять його та її, і не буде кровозмішання серед вас!— Левит 20:14
Також Тора встановлює заборону царю «множити дружин» (Повторення Закону 17:17), що автори Талмуду трактують як «не більше 18 дружин»
З трьох праотців єврейського народу — Авраама, Ісаака та Якова — тільки Ісаак був одноженцем. У Авраама були наложниці, число яких в Торі не уточнюється, причому першу з них — Агар — йому дала Сара з тієї причини, що сама народити не могла. Яків же став багатоженцем не з власної волі — коли він відпрацював на свого дядька Лавана 7 років за свою дружину Рахіль, то після весілля Лаван дав йому замість Рахілі її сестру Лію, що Яків виявив тільки на ранок після весілля. І хоча тиждень тому він зіграв весілля із Рахіллю, але за Лію йому довелося працювати на Лавана ще 7 років.
Згодом Лія з Рахіллю намагалися народити якомога більше дітей та закликали собі на допомогу служниць (Зілпу та Білгу), чиї діти ставали не лише законними спадкоємцями Якова, але і вважалися одноутробними братами дітям законних дружин. Зрештою вчотирьох вони народили Якову 13 дітей — 12 родоначальників колін Ізраїлевих й одну дочку.
У сучасному юдаїзмі існує рух «А-Баіт а-Йегуді а-Шалем», що закликає легалізувати багатоженство для вирішення демографічної проблеми в сучасному Ізраїлі, посилаючись на закінчення 1000-літньої заборони на багатоженство. Їхні опоненти заперечують тим, що слова «на 1000 років» означають «назавжди».
Список багатоженців, згаданих у Танасі:
1. Авраам мав дружину Сару та кількох наложниць, з яких на ім'я відома тільки Агар. Після смерті Сари Авраам взяв за дружину Хеттуру. (Буття 25:1-6)
2. Ламех мав двох дружин. (Буття 4:19)
3. Яків мав двох дружин: сестер Лію та Рахіль, та служниць дружин — Білгу та Зілпу. (Буття 29:30)
4. Ісав мав трьох дружин: Єгудиту, Босмату й Махалату. (Буття 26:34, Буття 28:9)
5. Гедеон мав багато дружин та одну наложницю. (Суд. 8:30,31)
6. Соломон мав 700 дружин і 300 наложниць. (1 Цар. 11:3)

### Християнство
3 місця в пасторальних посланнях (1 Тимофію 3:2, 3:12 та Послання до Тита 1:6) встановлюють, що диякон, пресвітер та єпископ мають бути «чоловіком однієї дружини». Одні напрямки християнства сприймають це як заборону багатоженства для всіх християн, інші стверджують, що ці слова означають заборону багатоженства тільки для священнослужителів, а для християн, які не є дияконами, пресвітерами та єпископами, такої заборони немає.
На думку ряду дослідників, вчення про гріховність багатоженства в християнстві сформувалося під впливом греко-римської моралі. На думку американського пастора Юджина Хіллмана, що викладено в книзі «Новий погляд на багатоженство», Римська церква встановила заборону на багатоженство для уніфікації християнського віровчення з греко-римськими культурними звичаями.
Деякі народи Африки після прийняття християнства не відмовляються від багатоженства.
Священник Англіканської церкви Девід Джітарі, вивчивши багатоженство в Африці, прийшов до висновку, що воно більше відповідає християнській моралі, ніж розлучення та повторні шлюби, які призводять до розпаду сімей та які негативно позначаються на дітях.
У грудні 1539 Мартін Лютер запропонував стати двоєженцем Філіпу Гессенському. Цю пропозицію він передав через його посла — Роберта Бартса. Лютер запропонував Філіпу таємно одружитися з Маргарет фон дер Сале — фрейліною дружини Філіпа, що Філіп і зробив 4 березня 1540, але при цьому він не зміг зберегти цю справу в таємниці, і коли справа спливла назовні, Філіп пригрозив публічно розповісти, що зробив це за порадою Лютера. Тоді Лютер велів йому заперечувати сам факт одруження, що Філіп і зробив на наступних розборках. Однак правду приховати не вдалося.
Після тридцятирічної війни в Німеччині, коли населення з 16-17 мільйонів зменшилося до 4 мільйонів, в 1650 році в Нюрнберзі було прийнято таке рішення:
Оскільки потреби Священної Римської імперії вимагають відновлення чоловічого населення, знищеного мечем, хворобами та голодом, то кожному чоловікові протягом найближчих 10 років дозволяється одружитися з двома дружинами.
У Німеччині після Другої світової війни всерйоз обговорювалася легалізація багатоженства, але церква чинила опір, і в результаті легалізували проституцію.

## Багатоженство та закон
Багатоженство застосовувалося з найдавніших часів у всіх куточках земної кулі. Стародавні єгиптяни, китайці, майже всі індійські племена практикували або не забороняли багатошлюбність.

### У Київській Русі
У слов'янського праотця небесного Дажбога від трьох дружин було безліч дітей і онуків. За словами Михайла Грушевського, князь Володимир мав "п'ять дружин офіційних (водимія), окрім численних наложниць". Сіверяни, Радимичі та В'ятичі мали по дві й по три дружини. Те ж саме практикувалось і в Полянській землі. Історія руської княжої династії дає тому приклади зовсім виразні. Ярополк був оженений з якоюсь грекинею, а сватав Рогніду. Про багатоженство у русинів і слов'ян загалом кажуть і араби; Ібрагим ібн-Якуб оповідає, що слов'янські королі замикають своїх дружин; у одного чоловіка буває їх двадцять і більше. Моногамія була запроваджена християнською церквою, щоб крокувати в ногу із греко-римською культурою. Рання Християнська церква дозволяла багатоженство, а засудила вона його 1563 року на Тридентському соборі[джерело?].
Для українців-русів, процес переходу до однієї дружини не був безболісним. Михайло Грушевський відзначає, що християнство "вплинуло на те, що тільки одна жінка уважалась властивою, шлюбною, інші звались «меньшцями», «наложницями», але й воно не знищило відразу багатоженства, ані не зробило ріжниці між шлюбними й нешлюбними дітьми. Ще сто літ по Володимировім охрещенню було звичайним явищем, що деякі «безъ стыда и бес срама 2 женЂ имЂють»".

### У Російській імперії
У Російській Імперії нелегальними багатоженцями ставали купці, які мали сім'ї в містах, що були кінцевими пунктами їхніх торгівельних шляхів. Це було можливо з тієї причини, що в проїжджій грамоті, що давала право пересуватися по країні, не зазначався сімейний стан. Після того, як це виявилося, в проїжджу грамоту була додана графа «сімейний стан», яка згодом перейшла в паспорт.
При цьому мусульманам було дозволено багатоженство. 1897 року у Ферганській області було 841 433 чоловіки та 715 387 жінок, віднесених до категорії «інородці». У Сир-Дарьїнській області — 766257 чоловіків та 651727 жінок цієї ж категорії. З них були в шлюбі 389529 чоловіків та 396784 жінок у Ферганській області, 304566 чоловіків та 324520 жінок — в Сир-Дарьїнській області. За цими даними можна приблизно оцінити відсоток полігамних сімей — близько 1,9 % у Ферганській області та близько 6,5 % в Сир-Дарьїнській області.

### У СРСР
У СРСР на початку 1920-их років відбулась кампанія у боротьбі з багатоженством, аналогічна до кампанії з розкуркулення. В основному кампанія проходила в мусульманських регіонах — в Середній Азії та на Кавказі. Якщо для виявлення куркуля потрібно було виявити факт використання ним найманої праці, то з багатоженцями в цьому плані все було набагато простіше. Тим більше, що багатоженцями були, як правило, заможні громадяни, а заможних громадян радянська влада не любила. Надалі в СРСР багатоженцем юридично стати було неможливо, та й фактично теж досить важко як через сусідів-стукачів, так і через розподільну систему, яка не дозволяла працівнику мати дохід вищий за встановлений рівень. Хоча й були окремі випадки, коли людям вдавалося утримувати дві сім'ї.

### У Саудівській Аравії
У Саудівській Аравії закони, що стосуються шлюбу, розлучення, дітей та спадщини, не кодифіковані і входять у загальну юрисдикцію Шаріатських судів. Полігамія дозволена для чоловіків, але одночасно не може бути більше чотирьох дружин.

### У Туреччині
У 1920-х роках в Туреччині, після приходу до влади Кемаля Ататюрка, було заборонено багатоженство, хоча полігамних шлюбів було всього близько 2 %. Однак фактично багатоженство збереглося. Для вирішення питання успадкування майна діти від другої та наступних дружин реєструвалися як діти єдиної законної дружини. Згодом в Туреччині був прийнятий закон, відповідно до якого діти, народжені поза шлюбом, визнавалися законнонародженими.

### У США

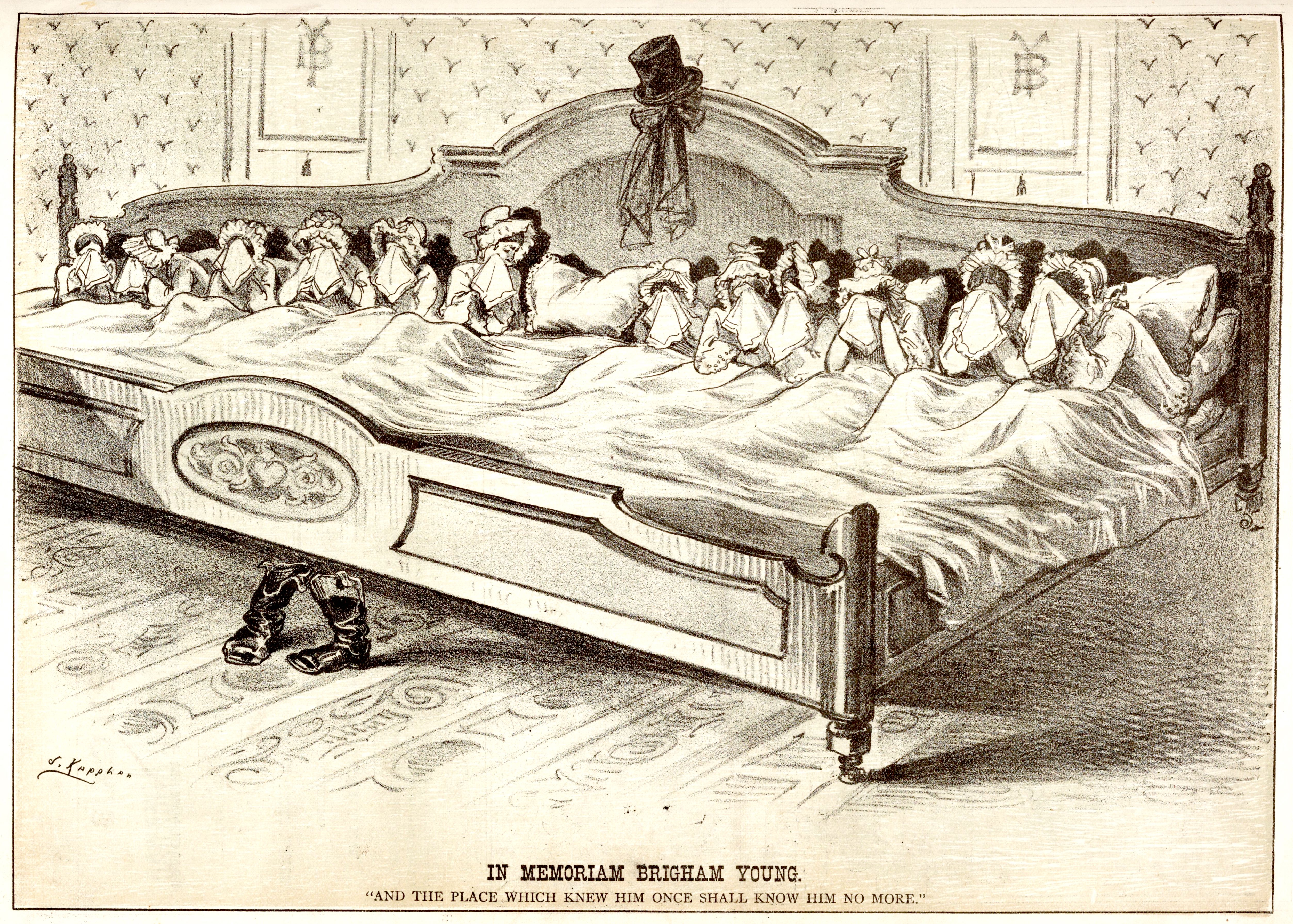
Мормонська сім'я. Американська карикатура, 1877

Багатоженство спочатку було поширене в мормонській Церкві Ісуса Христа Святих останніх днів (ЦІХСОД), — так, її другий президент Бригам Янґ мав 50 дружин. Починаючи з 1862 року Конгрес США ухвалив низку законів проти багатоженства. Перший закон — Акт Морро проти двоєженства, що був прийнятий 1 липня 1862, оголосив багатоженство незаконним. 1887 року Конгрес ухвалив закон Едмунда-Такера, що забороняв практикувати багатоженство, а також конфісковувалось усе майно тих, хто практикував багатоженство, крім храмів та деяких церковних будівель.
ЦІХСОД звернулася до суду з оскарженням закону, знову посилаючись на свободу віросповідання, але 1890 року у справі Колишня організація мормонської Церкви проти Сполучених Штатів Верховний Суд США знову підтвердив заборону багатоженства. Перед лицем повного знищення ЦІХСОД Вілфорд Вудрафф, четвертий президент ЦІХСОД, оприлюднив Маніфест, в якому йшлося про те, що мормонська церква більше не укладатиме заборонені законом шлюби. Президент США Гровер Клівленд згодом помилував усіх тих, хто вступив у полігамний шлюб до 1890 року. В Юті, Айдахо, Оклахомі, Нью Мексико й Аризоні було потрібно заборонити багатоженство в конституції цих штатів. За законом Айдахо всі багатоженці спочатку не могли займати політичні посади, а також на якийсь час в Айдахо всім, хто уклав шлюб у мормонських храмах, було заборонено голосувати та займати політичні посади.
Нині найвідоміший багатоженець США — мормон Коді Браун (англ. Kody Brown) — чоловік чотирьох дружин та батько 16 дітей, якого влада штату Юта почала переслідувати за багатоженство після його виступу на телевізійному шоу «Sister Wives». Рятуючись від переслідування, родина Коді Брауна переїхала до Лас-Вегаса (Невада), оскільки в більшості з 49 штатів США багатоженство заборонено, а в штаті Юта незаконно навіть заявляти про намір вступити в полігамний шлюб, та подала позов до суду штату Юта з вимогою скасувати кримінальне переслідування за багатоженство, мотивуючи це тим, що геям не заборонено полігамне співжиття. Розгляд цієї справи судом розпочався в січні 2013 року. 13 грудня 2013 федеральний суддя Кларк Ваддоупс (Clark Waddoups) ухвалив: положення законодавства Юти, що дозволяють переслідувати в кримінальному порядку за полігамне співжиття, є неконституційним, але водночас дозволив Юті підтримувати заборону на реєстрацію декількох одночасних шлюбних союзів.

### У Кореї
У Кореї в період раннього Середньовіччя багатоженство було нормою. На початок XX століття багатоженство не було дозволено, але, водночас, чоловік міг мати стільки наложниць, скільки він був здатний утримувати. У Північній Кореї багатоженство було заборонено 1946 року законом про рівноправність статей. У Південній Кореї багатоженство також заборонено.

## Багатоженство в сучасному світі
У всьому «поясі багатоженства», що простягнувся від Сенегалу на заході до Танзанії на сході, від однієї третини до половини всіх жінок перебувають у шлюбі з багатоженцем. Порівняльний аналіз шлюбних традицій у всьому світі, проведений антропологом Джеком Гуді на підставі етнографічного атласу, виявив історичну кореляцію між екстенсивним кочовим рослинництвом і багатоженством у більшості африканських суспільств на південь від Сахари. Спираючись на праці Естер Бозеруп, Гуді дійшов висновку про те, що в деяких малонаселених регіонах Африки, де займаються кочовим землеробством, велику частину роботи виконують жінки.
У сучасному світі багато культур та релігій допускають або навіть заохочують багатоженство. Деякі народи Африки навіть після прийняття християнства не відмовляються від багатоженства.
За даними досліджень американських біологів з Аризони, опублікованими в журналі PLOS Genetics, багатоженство значно вплинуло на генофонд людства, знизивши різноманітність чоловічих хромосом. Окрім того, навіть у тих країнах, де існує державна заборона на багатоженство, різноманітність чоловічих хромосом також менша, оскільки і в таких країнах один чоловік частіше стає батьком дітей від різних жінок, ніж жінка — матір'ю дітей від різних батьків.
Прикладами багатоженців-голів держав є президент ПАР Джейкоб Зума, який має 5 дружин, а також монархи аравійських країн, Брунею, Лесото та Свазіленду, нинішній король якого Мсваті III лідирує, маючи 13 дружин, а його попередник Собуза II, який мав 70 дружин, набагато перевершив за кількістю дружин центральноафриканського імператора Бокассу.

### У сучасній Україні
Відповідно до статті 39 Сімейного кодексу України: недійсним є шлюб, зареєстрований з особою, яка одночасно перебуває в іншому зареєстрованому шлюбі.
Однак відповідальності (як адміністративної, так і кримінальної) за багатоженство не передбачено.

## Багатоженство в літературі
У класичному творі І. Ільфа та Є. Петрова «Дванадцять стільців» над ідеєю багатоженства задумувався великий комбінатор Остап Бендер, проте на заваді йому стали відсутність «серого в яблоках костюма» та безгрошів'я (глава V, «Великий комбинатор»).